# 珍奇屋

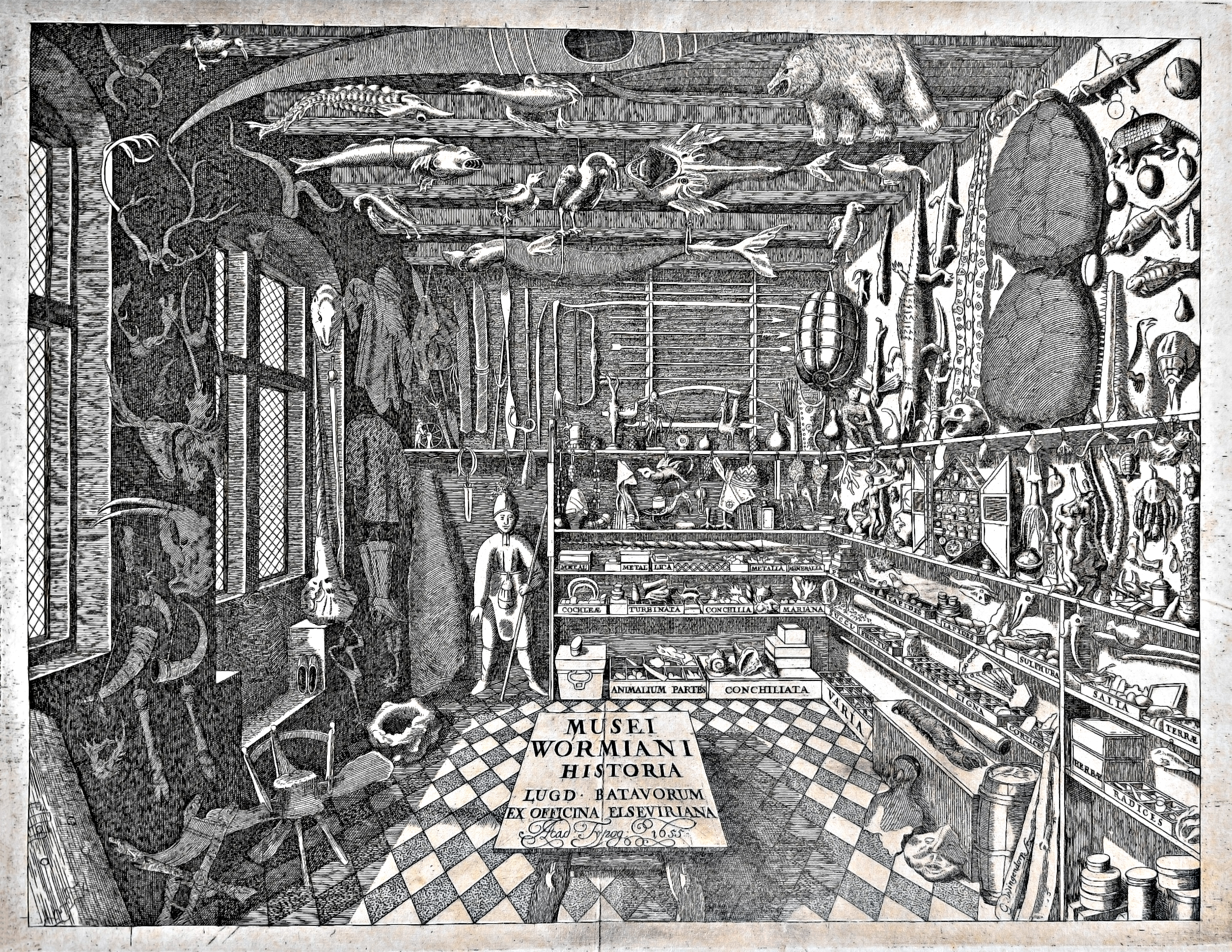
珍奇屋示意图

珍奇屋（德語：Wunderkammer）是15世纪到18世纪间，欧洲收藏家用于陈列自己收藏的稀奇物件和珍贵文物的屋子，是博物馆的前身。

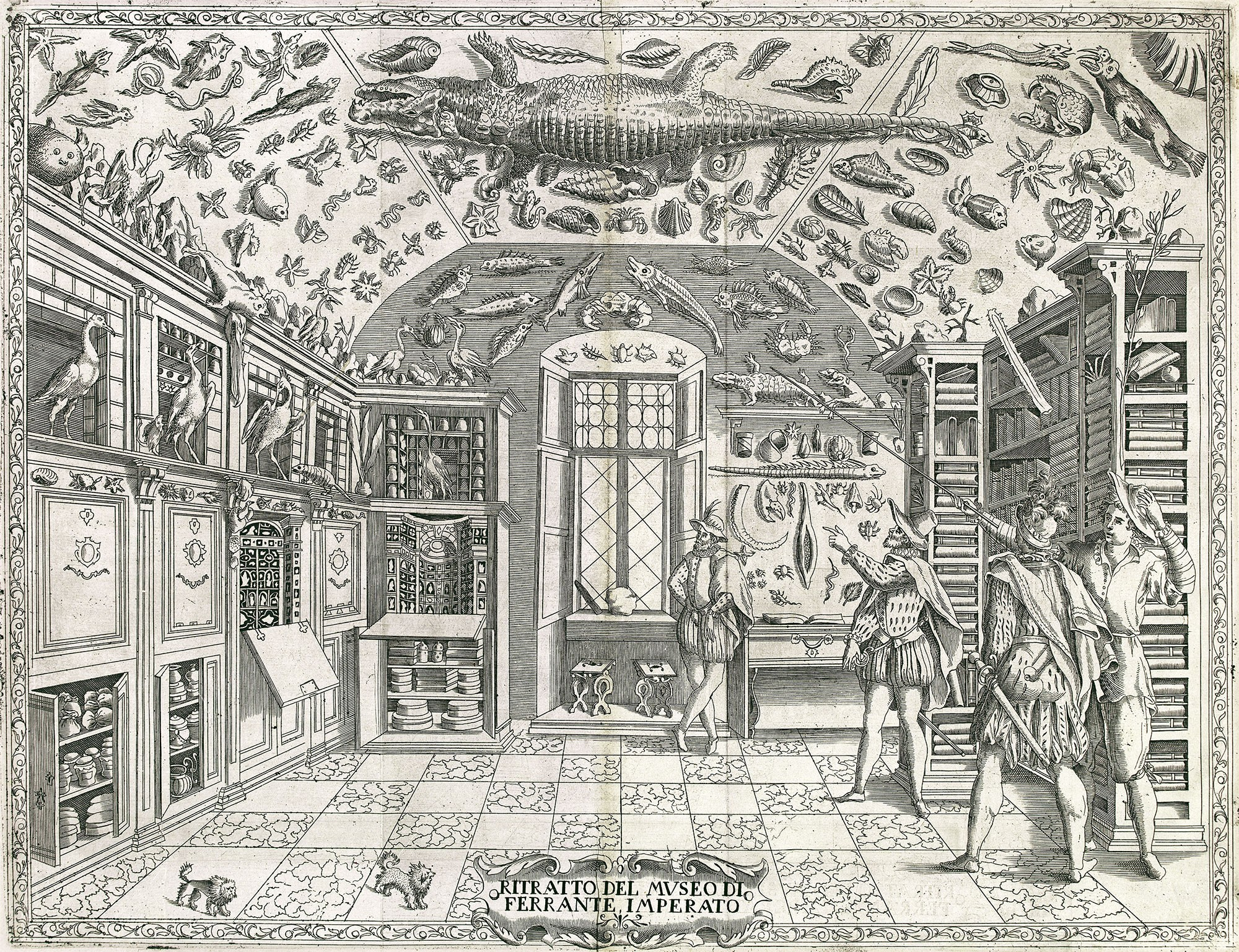
十七世纪那不勒斯的珍奇屋